# フィンランドの政党別の国会議員数
フィンランドの政党別の国会議員数（フィンランドのせいとうべつのこっかいぎいんすう）では、エドゥスクンタ（フィンランドの中央議会）における政党別の議員数（議席数）を示す。

## 一覧

### フィンランド共和国（1918年-）
| 選挙       | 年月日    | 定数 | 第1党         | 第2党         | 第3党         | 第4党         | 大統領             |
| ---------- | --------- | ---- | ------------- | ------------- | ------------- | ------------- | ------------------ |
| 2003年選挙 | 2003年3月 | 200  | 中央党 55     | 社会民主党 53 | 国民連合党 40 | 左翼同盟 19   | タルヤ・ハロネン   |
| 2007年選挙 | 2007年3月 | 200  | 中央党 51     | 国民連合党 50 | 社会民主党 45 | 左翼同盟 17   | タルヤ・ハロネン   |
| 2011年選挙 | 2011年4月 | 200  | 国民連合党 44 | 社会民主党 42 | フィン人党 39 | 中央党 35     | タルヤ・ハロネン   |
| 2015年選挙 | 2015年4月 | 200  | 中央党 49     | フィン人党 38 | 国民連合党 37 | 社会民主党 34 | サウリ・ニーニスト |
| 2019年選挙 | 2019年4月 | 200  | 社会民主党 40 | フィン人党 39 | 国民連合党 38 | 中央党 31     | サウリ・ニーニスト |